# راف آرتی ۱۲
روف آرتی ۱۲ (Ruf Rt ۱۲) خودرویی است که از سال ۲۰۰۴ تا کنون تولید شده‌است.
این خودرو در کلاس خودرو اسپورت قرار گرفته، طراحی آن موتور عقب، توزیع نیروی پیشران و خودرو چهار چرخ محرک بوده است. سیستم جعبه‌دندهٔ آن ۶ دنده به صورت دستی است.